# Sanal Edamaruku

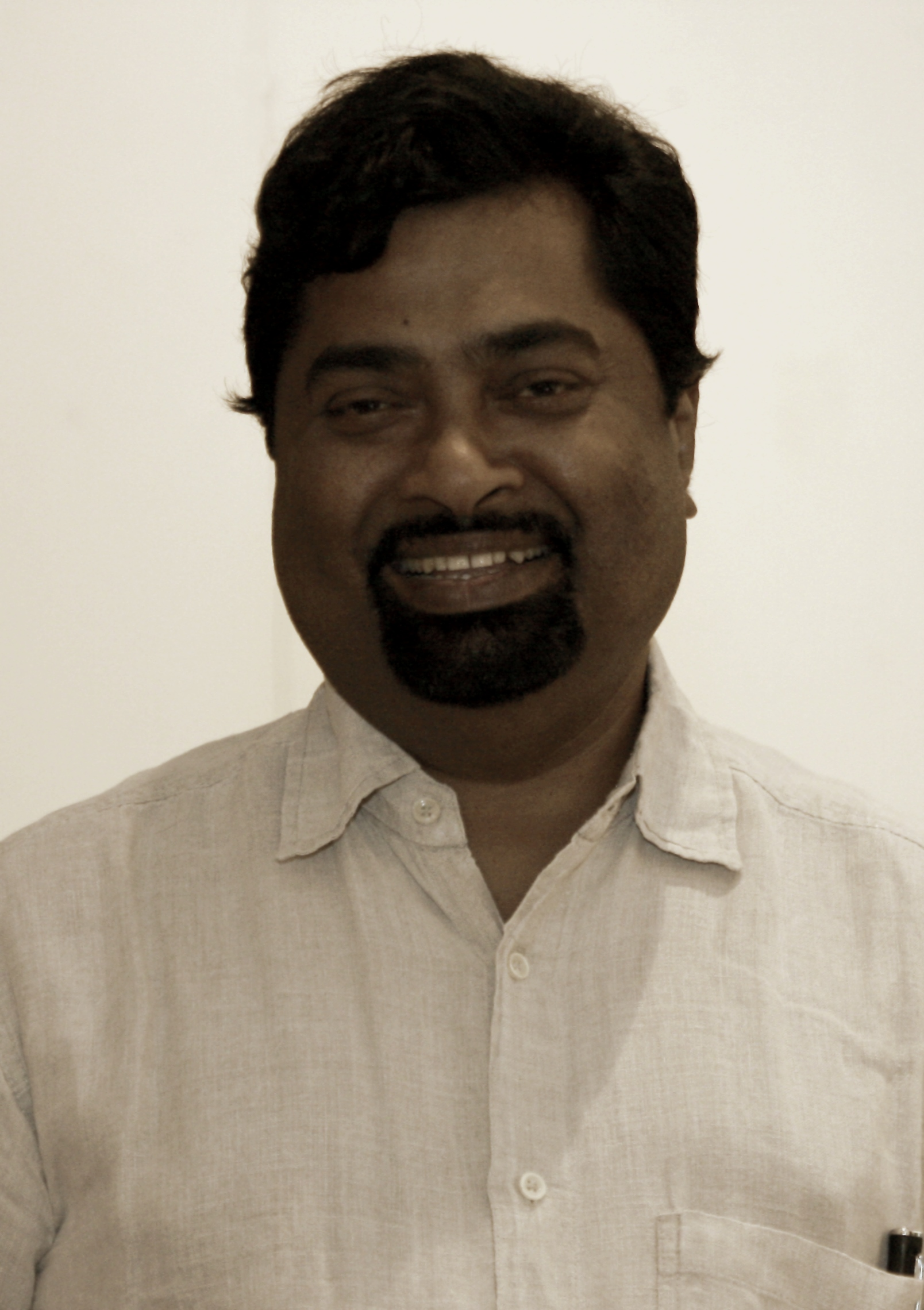
Sanal Edamaruku

Sanal Edamaruku (* 1955 in Thodupuzha, Kerala) ist ein indischer Bürgerrechtler. Er ist Gründer von Rationalist International und Präsident der Indian Rationalist Association. Er gilt als engagierter Atheist.

## Leben
Sanal Edamaruku ist der Sohn Joseph Edamarukus. Bereits mit 15 Jahren war er in der International Rationalist Association tätig und war später Herausgeber von deren Hausorgan Modern Freethinker. Er erwarb 1997 seinen Master in Politikwissenschaften (Political Science) der University of Kerala und später in International Studies der Jawaharlal Nehru University in Neu-Delhi. Seine Schriften befassen sich kritisch mit dem in Indien weitverbreiteten Aberglauben.

## Fernsehauftritt
Für Aufsehen sorgte 2008 ein Fernsehauftritt Edamarukus, bei dem er einen Tantriker aufforderte, ihn mit Magie zu töten. Als dies fehlschlug, äußerte der Tantriker die Vermutung, Edamaruku stünde unter dem Schutz eines kraftvollen Gottes. Daraufhin entgegnete Edamaruku, er sei Atheist.

## Ermittlungen wegen Blasphemie
Im April 2012 teilte Edamaruku mit, dass die katholische Kirche in Mumbai in mehreren Polizeistationen gegen ihn Anzeige erstattet habe wegen „Verletzung religiöser Gefühle“. Edamaruku hatte zuvor gezeigt, dass das Wunder des Tropfenden Jesus in Mumbai auf ein undichtes Abflussrohr zurückzuführen war.